# Звукова енергія
Звукова́ ене́ргія — енергія коливання частинок середовища, в якому поширюються звукові хвилі; одиниця вимірювання в Міжнародній системі одиниць (SI) — джоуль (Дж).
Звукова енергія в об'ємі середовища визначається як сума потенціальної та кінетичної густини енергій, проінтегрованої за цим об'ємом:
{\displaystyle W=W_{\mathrm {potential} }+W_{\mathrm {kinetic} }=\int _{V}{\frac {p^{2}}{2\rho _{0}c^{2}}}\,\mathrm {d} V+\int _{V}{\frac {\rho v^{2}}{2}}\,\mathrm {d} V,}
де
- V — об'єм;
- p — тиск звуку;
- v — швидкість частинок середовища;
- ρ0 — густина середовища без звуку;
- ρ — локальна густина середовища;
- c — швидкість звуку.